# Erbean (Ort)
Erbean ist eine osttimoresische Siedlung im Suco Liurai (Verwaltungsamt Maubisse, Gemeinde Ainaro).

## Geographie und Einrichtungen
Das Dorf Erbean liegt im Nordwesten der Aldeia Erbean, auf einer Meereshöhe von 2033 m. Eine kleine Straße verbindet die Siedlung im Süden mit dem Weiler Bere-Tai und in Norden mit dem Weiler Hoho-Naro. Östlich befindet sich ein Bergrücken.
Erbean ist der größte Ort im Suco. Hier befinden sich der Sitz des Sucos, eine Grundschule, ein Hospital und ein Friedhof.